# Parc national de Mangetti
Le parc national de Mangetti est un parc national situé dans le Nord de la Namibie, à l'est du parc national d'Etosha, sur la route de Grootfrontein – Rundu. Le parc a été créé en 2008 et s'étend sur 420 km2. Une très belle variété de végétation prospère ainsi que se développe une vie sauvage riche et diversifiée. Le parc n'est pas encore actuellement ouvert au public mais des installations commencent à y être construites.

## Végétation
Arbres et arbrisseaux prospèrent dans la Savane, au cœur d'un large milieu naturel de flore, et de faune, ils constituent la majeure partie de l'habitat.
La végétation type est celle qu'on trouve au Nord-Est des bosquets du Kalahari, celle que l'on trouve dans l'arête des dunes est sensiblement différente de celle de la vallée des dunes. 

La végétation de la région boisée du Kalahari domine l'arête des dunes de Mangetti, où on trouve un mélange d'acacias dans la végétation de savane qui caractérise la vallée des dunes. 

La plupart des arbres de Mangetti sont les Mongongo(Schinziophyton rautanenii), aussi appelés Mangetti, qui ont donné leur nom au parc, ainsi que terminalia argenté (Terminalia sericea), variable combretum (Combretum collinum), plusieurs espèces de Commiphora, Vachellia erioloba (Acacia erioloba) et acacia aux épines noires (Acacia mellifera).

## Vie sauvage
Le parc abrite des hippotragues noirs, des léopards, des hyènes, des gnous à queue noire, oryx, koudous, girafes, céphalophes (petites antilopes), raphicères champètres (« steenbok », une petite antilope africaine avec de larges oreilles, une petite queue, et des cornes droites et lisses), caracals, chats sauvages africains, et occasionnellement des éléphants et des lycaons. Vautours Oricou, Bateleurs des savanes, Aigles Ravisseurs, Perroquets de Meyer, Martins-pêcheurs striés sont également présents.

## Tourisme
Actuellement, le parc est ouvert aux visiteurs la journée uniquement. Il n'est pour le moment pas possible de dormir au sein du parc. Des travaux de réaménagement des routes et des infrastructures sont en cours, menés par le ministère de l'Environnement, des Forêts et du Tourisme .